# Nicolas Born
Nicolas Born (Duisburg, 31 dicembre 1937 – Lüchow-Dannenberg, 7 dicembre 1979) è stato uno scrittore e poeta tedesco.

## Biografia
Membro del prestigioso circolo letterario Literarisches Colloquium di Berlino, esordì con il "romanzo collettivo" Das Gästehaus, scritto insieme ad altri associati, seguito a breve dal romanzo Der zweite Tag. Tra il 1966 e il 1972 oltre a vari radiodrammi scrisse tre antologie poetiche, che sancivano la sua appartenenza al movimento detto Neue Subjektivität ("nuova soggettività") e il suo rifiuto della poesia tradizionale, di cui disprezzava il linguaggio ricercato, artefatto e metaforico.
Nel 1976 e nel 1979 Born pubblicò le sue opere più note, i romanzi Die erdabgewandte Seite der Geschichte e Die Fälschung. Fu anche autore di alcuni saggi di riflessione teorico-letteraria, pubblicati nel 1980 dopo la sua morte per tumore nel volume Die Welt der Maschine. Aufsätze und Reden Nel 1981 Die Fälschung fu adattato da Volker Schlöndorff in un film, L'inganno.